# شهرستان کانگ
شهرستان کانگ (به لاتین: Kang County) یک منطقهٔ مسکونی در چین است که در لونگنان واقع شده‌است.